# Micronecta acuminata
Micronecta acuminata (лат.) — вид мелких водяных клопов рода Micronecta из семейства Гребляки (Corixidae, Micronectinae, или Micronectidae). Юго-Восточная Азия: Вьетнам (Dong Nai Prov., Vinh Cuu).

## Описание
Мелкие водяные клопы, длина от 1,3 до 1,5 мм. Переднеспинка длиннее медианной длины головы. Гемелитрон пунктированный, желтоватый с нечеткими желтовато-коричневыми отметинами. Дорзум от коричневато-жёлтой до коричневой окраски. Лоб и темя бледно-желтоватые, глаза тёмно-коричневые. Переднеспинка светло-желтовато-коричневая, на диске нет пятен. Вентральная часть груди и брюшка и ноги светло-жёлтые. Вид был впервые описан в 2021 году вьетнамскими энтомологами Tuyet Ngan Ha и Anh Duc Tran (Faculty of Biology, VNU University of Science, Vietnam National University, Ханой, Вьетнам) по материалам из Вьетнама.